# Дондер (бомбардирский корабль, 1752)
«Дондер» (от нидерл. Donder — гром) — парусный бомбардирский корабль Балтийского флота Российской империи, участник Семилетней войны.

## Описание корабля
Один из шести парусных бомбардирских кораблей одноимённого типа, строившихся в 1751—1771 годах на верфях Санкт-Петербурга и Кронштадта по проекту кораблестроителя Д. Сютерланда. Длина корабля по сведениям из различных источников составляла 28,9—28,96 метра, ширина — 8,2—8,23 метра, глубина интрюма — 3,3 метра и осадка — 3,35—3,7 метра. Вооружение судна составляли 10 орудий, включавшие мортиры и гаубицы, а экипаж состоял из 100 человек.

## История службы
Бомбардирский корабль «Дондер» был заложен в Санкт-Петербургском адмиралтействе 1 (12) декабря 1751 года и после спуска на воду 23 сентября (4 октября) 1752 года вошёл в состав Балтийского флота России. Строительство корабля вёл корабельный мастер майорского ранга Д. Сютерланд по собственному проекту.
Принимал участие в Семилетней войне 1756—1763 годов. В кампанию 1757 года 1 (12) мая вошёл в состав отряда капитана 2-го ранга В. И. Ляпунова, направлявшегося для содействия войскам из Кронштадта в Мемель. 9 (20) мая корабли отряда попали в сильный шторм, во время которого «Дондер» оказался в серьёзной опасности, на помощь ему пошёл флагманский корабль отряда «Архангел Гавриил», однако сам получил повреждения, налетев на подводную банку. По окончании шторма ушёл на ремонт к Либаве. 17 (28) июня корабль подошёл к Мемелю, где в составе отряда бомбардирских кораблей с 20 июня (1 июля) по 24 июня (5 июля) вёл бомбардировку крепости до её полной капитуляции. 8 (19) сентября корабль вернулся в Кронштадт.
В кампанию 1758 года 2 (13) июля ушёл из Кронштадта в составе эскадры адмирала З. Д. Мишукова, которая 9 (20) июля у острова Амагер присоединилась к объединённому русско-шведскому флоту, в составе которого до 28 августа (8 сентября) принимала участие в блокаде пролива Зунд. После завершения блокады русская эскадра ушла в Балтийское море, а «Дондер» отделившись от неё 7 (18) сентября взял курс на Кронштадт. В течение всей кампании следующего 1759 года находился в Кронштадтском порту.
Во время кампаний 1760 и 1761 годов принимал участие в действиях русских войск и флота под Кольбергом. C 25 июля (5 августа) по 15 (25) августа 1760 года в составе эскадры адмирала З. Д. Мишукова перешёл из Кронштадта к Кольбергу. С 17 (28) августа по 8 (19) сентября в составе отряда бомбардирских кораблей принимал участие в почти ежедневной бомбардировке города и береговых укреплений. С 19 (30) сентября по 23 сентября (4 октября) совершил переход в Кронштадт, зайдя по дороге в Ревель. С 13 (24) июля по 13 (24) августа 1761 года перешёл из Кронштадта к Кольбергу в составе эскадры контр-адмирала С. И. Мордвинова, где с 14 (25) августа по 15 (26) сентября в составе отряда бомбардирских кораблей вновь принимал участие в бомбардировке береговых укреплений.
28 сентября (9 октября) 1761 эскадра, в которой находился и «Дондер», ушла от Кольберга. 2 (13) октября корабли попали в сильный шторм, во время которого бомбардирский корабль отделился от эскадры и уже в одиночку 14 (25) октября вернулся в Кронштадт.
В 1763 году бомбардирский корабль «Дондер» был разобран в Кронштадте.

## Командиры корабля
Командирами бомбардирского корабля «Дондер» в разное время служили:
- капитан-лейтенант М. Б. Лебядников (1757 год)[9];
- лейтенант С. Башмаков (1758 год)[10];
- лейтенант С. А. Мартынов (1759 год)[11];
- лейтенант С. П. Норманский (1760—1761 годы)[12].

### Комментарии
1. ↑  Также в серию входили бомбардирские корабли «Самсон», «Гром», «Марс» и два корабля «Юпитер» 1755 и 1771 годов постройки.
2. ↑  95 футов.
3. ↑  27 футов.
4. ↑  11 футов.
5. ↑  Блокада осуществлялась с целью недопущения английского флота в Балтийское море.